# Kotaku
Kotaku是一个以电子游戏为主的博客。現為G/O Media旗下，過去是高客传媒所属“Gawker”网络的站点之一，其它几个站点还包括Gizmodo、Deadspin、Lifehacker、io9和Jezebel。Kotaku被选入了CNET新闻的博客100中，此外还一直排在Technorati百强博客的前40位。Kotaku目前正以Stephen Totilo为首，其他编辑还有布赖恩·阿什克拉夫特，卢克·宾吉和迈克尔·费伊和欧文·古德。Kotaku的前成员包括Bungie工作室的卢克·史密斯，IGN.com的吉姆·莱利，FastCompany.com的亚当·贝伦布莱特，Wired.com的约翰·布朗利（笔名弗洛里安·埃克哈特），Eliza Gauger和VOX游戏Brian Crecente。
2007年8月，艾露媒体推出的Kotaku澳大利亚版，使用了Gawker媒体的许可内容和当地原产的内容。2009年7月30日，Kotaku日本由mediagene INC创办，内容包括了将Gawker媒体的内容日译版和日本相关游戏新闻 。2010年11月，Kotaku巴西（内容包括翻译和原创）推出。
2025年7月，Kotaku母公司 G/O Media將Kotaku出售給歐洲科技媒體公司Keleops，Keleops執行官承諾會保留Kotaku整個編輯團隊，短期內不會干預Kotaku的政策。

## 索尼抵制事件
在2007年3月1日，作为对游戏开发者大会（GDC）的执行董事贾米勒·墨里迪纳称“索尼公司的菲尔·哈里森的主题演讲将使PlayStation 3的所有者‘非常高兴’”的后续采访，Kotaku报道了一个匿名线人关于PlayStation 3将推出“PlayStation Home”——一个成就和虚拟化身的附加组件——之传闻。关于传闻，索尼曾告诉Kotaku，它们“不对传言或猜测发表评论”，并要求小宅不要刊登的这件事。事件最终还是被发布了，索尼公司的大卫·克莱克发出了封电子邮件表示暂停双方的合作关系。Kotaku公开了Karraker的电子邮件，而博客主编Brian Crecente也做出了回应。当天晚些时候，大卫·克莱克和Brian Crecente在电话中解决了问题，索尼还邀请了Kotaku参加了其GDC活动和会议。